# チャップリンの独身
『チャップリンの独身』（チャップリンのどくしん、His New Profession）は、1914年公開の短編サイレント映画。キーストン社による製作で、主演・監督はチャールズ・チャップリン。1971年に映画研究家ウノ・アスプランドが制定したチャップリンのフィルモグラフィーの整理システムに基づけば、チャップリンの映画出演25作目にあたる。
日本語表記は『チャップリンの独立』とするものもある。ほかに『チャップリンの看護人』『彼の新職業』。

## あらすじ
車椅子に乗った叔父の世話をしながらガールフレンドとデート中の甥っ子（チャーリー・チェイス）は、叔父を持て余してチャーリーに世話を任せる。チャーリーは甥っ子のガールフレンドが落とした卵で足を滑らせてころぶ。車椅子を押して歩くチャーリーは酒場に入りたいが、叔父は許してくれない。叔父が居眠りしている間にチャーリーは居眠り中の障害を持った男のお金の喜捨を求める看板を叔父に持たせ、喜捨されたお金をくすねて酒場に行く。その間に、放置された叔父を目撃した甥っ子とガールフレンドは喧嘩別れ。チャーリーが戻ってくると叔父と障害を持った男が言い争っているので、叔父の車椅子を押して退散。その後チャーリーは男のガールフレンドと偶然会って談笑し始め、チャーリーは追ってきた甥っ子と喧嘩になる。さらに叔父と2人の警官、障害を持った男も巻き込まれて騒動になり、警官の1人は海へ墜落する。叔父は警官に誤解され車椅子ごと喚きながら連行された（海へ落ちた警官と甥っ子がどうなったかは不明、#外部リンクのYouTube参照）。

## 概要
チャップリンがキーストン社で出演あるいは監督をした作品は全35作におよび、『チャップリンの独立』までに24作を消化している。チャップリンの伝記を著した映画史家のデイヴィッド・ロビンソンによれば、キーストン時代の後期に相当する『チャップリンの独立』から『アルコール先生原始時代の巻』の10作は、従前の即興が身の上の作品と将来を感じさせる手の込んだ作品が入り混じり、『チャップリンの独立』は前者、「即興が身の上」に属する作品に分類している。

## キャスト
- チャールズ・チャップリン - 放浪者
- ジェス・ダンディ - 体の不自由な叔父
- チャーリー・チェイス（英語版） - 甥っ子[4]
- セシル・アーノルド（英語版） - 娘
- ハリー・マッコイ（英語版） - 警官
- ロスコー・アーバックル - バーテンダー
- ミンタ・ダーフィ - 女

ほか